# Tractat de fronteres marítimes entre Guinea Equatorial i São Tomé i Príncipe
El Tractat de fronteres marítimes entre Guinea Equatorial i São Tomé i Príncipe és un tractat internacional signat en 1999 entre Guinea Equatorial i São Tomé i Príncipe que delimita la frontera marítima entre ambdós estats.
El tractat va ser signat a Malabo el 26 de juny de 1999. El límit que figura en el text del tractat es compon de dues parts separades. La primera part de la frontera separa Annobón de Guinea Equatorial i l'illa de São Tomé. Aquesta porció de la frontera consta de quatre segments marítims en línia recta definits per cinc punts de coordenades individuals. El límit és una línia equidistant aproximada entre les dues illes.
La segona part de la frontera definida separa Mbini (Guinea Equatorial continental) de l'illa de Príncipe. Aquesta porció de la frontera és més complexa, ja que consisteix en 14 segments de línia recta definida per 15 punts de coordenades individuals. Igual que la primera part, aquesta part de la frontera és una línia equidistant aproximada entre els dos estats.
El tractat va entrar en vigor provisionalment immediatament després de la seva signatura. Encara no ha estat ratificar pels països, en aquest cas entraria "definitivament" en vigor. El nom complet del tractat és tractat pel que fa a la delimitació de la frontera marítima entre la República de Guinea Equatorial i la República Democràtica de São Tomé i Príncipe.